# Trio per a piano, WoO 38 (Beethoven)
El Trio per a piano en mi bemoll major, WoO 38, és una obra per a piano, violí i violoncel de Ludwig van Beethoven. Fou compost cap el 1791, i publicat després de la mort del compositor l'any 1830 a Frankfurt, per Dunst. Alguns els consideren el Trio per a piano núm. 8.

## Estructura
Consta de tres moviments i la seva execució dura aproximadament 15 minuts :
1. Allegro moderato
2. Scherzo e trio: Allegro ma non troppo
3. Rondo: Allegretto

És la primera vegada que Beethoven escrivia una obra per a aquesta formació instrumental.
Aquest trio, al que Beethoven no sembla haver parat massa atenció, és interessant. Ofereix alguns gestos musicals que Beethoven desenvoluparia als anys posteriors, com la subtil articulació del desenvolupament. El desenvolupament introdueix una nova figura arpegiada descendent, que Beethoven reprèn àgilment en la coda. Aquest recurs compositiu, alguns anys més tard, en farà un ús més dramàtic a la Sonata per a piano en fa menor, op. 2 núm. 1.
El moviment central és un scherzo en el lloc on tradicional hi ha un minuet. Per al Finale, Beethoven escriu un rondo relaxat però ràpid; el tema, harmoniós, varia en cada aparició. El violoncel mostra més independència que en els moviments anteriors.

## Discografia
- Emil Guílels piano, Leonid Kógan violí, Mstislav Rostropóvitx violoncel, 1950 (DG - monofònic)
- Daniel Barenboim piano, Pinchas Zukerman violí, Jacqueline del Prat violoncel, 1970 (EMI Classics)[4]
- Wilhelm Kempff piano, Henryk Szeryng violí, Pierre Fournier violoncel, 1970 (DG)[5]
- Boniques Arts Trio, 1979 (Philips) reedició (Decca)
- Vladímir Aixkenazi piano, Itzhak Perlman violí, Lynn Harrell violoncel, 1984 (EMI Classics)
- Trio Wanderer, 2012 (Harmonia Mundi)